# Adachi Kagemori
Adachi Kagemori (安達景盛, Kagemori Adachi) (? - 1248) era um samurai do clã Adachi, nasceu na província de Sagami, filho de Morinaga. Sua filha casou-se com Hōjō Tokiuji com quem teve dois filhos Tsunetoki e Tokiyori.
Em 1218 o Shōgun Sanetomo confiou-lhe o posto de vice-governador da província de Dewa. Em 1247 se aliou a seu neto Tokiyori para derrubar do poder o clã rival Miura. Encarregado da defesa do castelo de Akita foi nomeado Akitajō no Suke (governador de Dewa).
Quase o final de sua vida se tornou monge budista no templo Kōya-san, passando a ser chamado por Gakuchi.